# 세팔렉신
세팔렉신(cefalexin, cephalexin, 세팔레키신, 세파렉신)은 수많은 병균 감염을 치료할 수 있는 항생물질이다. 병균세포벽의 성장을 방해함으로써 그람 양성균과 일부 그람 음성균을 죽인다. 세팔렉신은 1세대 세팔로스포린계열의 베타-락탐계열 항생제이다. 정맥주사형 세파촐린을 포함하여, 이 계열에 속하는 다른 작용제와 비슷하게 동작하지만 구강으로 섭취가 가능하다.
세팔렉신은 중이, 뼈, 관절, 피부, 요로의 감염을 포함한 특정한 세균성 감염을 치료할 수 있다. 특정한 유형의 폐렴, 패혈증 인두염에 대해, 그리고 사용할 수도 있으며 세균성심내막염 예방에 사용할 수도 있다. 세팔렉신은 메티실린 내성 황색포도상구균(MRSA), 장구균, 프세우도모나스에 의해 발생되는 감염에는 효과적이지 않다. 다른 항생물질들처럼 세팔렉신은 독감, 감기, 급성 기관지염과 같은 바이러스성 질병을 치료하지는 못한다. 세팔렉신은 페니실린에 중간 정도의 알레르기가 있는 사람이 사용할 수 있다. 그러나 심각한 페니실린 알레르기가 있는 사람에게는 권장되지 않는다.
일반적인 부작용으로는 소화불량, 설사가 포함된다. 알레르기 반응이나 클로스트리디움 디피실 감염증 감염, 설사의 요인 또한 가능하다. 임신이나 모유 수유 중에 복용할 경우 태아에 위험을 초래하지 않는 것으로 보인다. 어린이, 그리고 65세 이상에서도 사용할 수 있다. 신부전 환자의 경우 복용량을 줄여야 할 수 있다.
세팔렉신은 1967년 개발되었다. 1969년과 1970년 각각 Keflex, Ceporex 등의 이름으로 처음 마케팅되었다. 다른 상표명의 제네릭 의약품 버전의 구매가 가능하며 비싸지 않은 편이다. 세팔렉신은 의료제도에 필수적인 가장 효과적이고 안전한 의약품 목록인 WHO 필수 의약품 목록에 등재되어 있다. 2016년, 600만 건 이상의 처방과 더불어 미국에서 107번째로 많이 처방을 받은 약물이었다. 캐나다에서는 2013년 기준으로 5번째로 흔히 사용된 항생물질이었다. 오스트레일리아에서는 상위 15개의 처방 약물 가운데 하나이다.